# Gewerkschaft Handel, Banken und Versicherungen
Gewerkschaft Handel, Banken und Versicherungen (skrót HBV; pol. Związek Zawodowy Handel, Banki i Ubezpieczenia) – niemiecki związek zawodowy; nieistniejący. Związek miał siedzibę w Düsseldorfie i należał do DGB.
Związek HBV został założony we wrześniu 1949 w Königswinter. Pod koniec istnienia zrzeszał ok. 457.000 członków. W 2001 roku HBV połączył się z czterema innymi związkami, w wyniku czego powstał związek ver.di.

## Przewodniczący HBV
- 1948–1961: Wilhelm Pawlik
- 1961–1965: Werner Ziemann
- 1965–1980: Heinz Vietheer
- 1980–1988: Günter Volkmar
- 1988–1993: Lorenz Schwegler
- 1993–2001: Margret Mönig-Raane